# Mieczysław Wiórkiewicz
Mieczysław Wiórkiewicz (ur. 12 marca 1907 w Przysusze, zm. 31 stycznia 1987 w Warszawie) – major dyplomowany pilot Polskich Sił Powietrznych w Wielkiej Brytanii.

## Życiorys
Ukończył Kurs Kadetów, a w 1928 Oficerską Szkołę Lotnictwa w Dęblinie jako podporucznik obserwator z przydziałem do 4 pułku lotniczego w Toruniu, początkowo w 42, a następnie w 43 eskadrze. W połowie 1931, po ukończeniu kursu w Dęblinie, otrzymał dyplom pilota wojskowego (pierwsza lokata) i został przeniesiony do 41 eskadry liniowej. W 1932 ukończył z wyróżnieniem kurs myśliwski w Grudziądzu, po którym skierowano go do 121 eskadry myśliwskiej w Krakowie. W listopadzie nadano mu Odznakę Pilota Myśliwskiego I Klasy i został mianowany dowódcą 122 eskadry myśliwskiej 2 pułku lotniczego w Krakowie. Na stopień kapitana został mianowany ze starszeństwem z 19 marca 1938 i 34. lokatą w korpusie oficerów lotnictwa, grupa liniowa.
W pierwszym półroczu 1939 przebywał na kursie przygotowawczym do Wyższej Szkoły Wojennej, lecz ze względu na wybuch wojny we wrześniu 1939 został skierowany do 122 eskadry myśliwskiej, nad którą objął dowództwo. W trakcie działań bojowych wykonał 11 lotów, zestrzelił 1 samolot (Junkers Ju 87) i 1 uszkodził (Dornier Do 17). Na liście Bajana został sklasyfikowany na 416. pozycji. Zaliczono mu uszkodzenie jednego samolotu. Pod koniec września 1939 na rozkaz przełożonych na czele grupy pilotów przekroczył granicę rumuńską.
Od marca 1940 był dowódcą polskiej szkolnej eskadry myśliwskiej w Lyonie, lecz nie wziął czynnego udziału w kampanii francuskiej. Pod koniec czerwca 1940 poprzez Oran i Casablancę przybył do Wielkiej Brytanii. We wrześniu 1940 został dowódcą eskadry w 308 dywizjonie myśliwskim. Od kwietnia 1941 jako inspektor Polskich Sił Powietrznych na obczyźnie został przeniesiony do Dowództwa Lotnictwa Myśliwskiego RAF, gdzie pełnił funkcję oficera łącznikowego, a później oficera taktycznego. Następnie awansowany do stopnia majora objął dowództwo 315 dywizjonu myśliwskiego. Od 15 kwietnia 1943 do 16 stycznia 1944 był słuchaczem IV Kursu Wyższej Szkoły Lotniczej w Eddleton. We wrześniu 1944 został szefem Wydziału Wyszkolenia w Dowództwie Polskich Sił Powietrznych w Wielkiej Brytanii.
Wojnę zakończył w stopniu majora. Po zakończeniu działań wojennych zdecydował się pozostać na obczyźnie lecz w 1971 powrócił do kraju i zamieszkał w Warszawie, gdzie zmarł 31 stycznia 1987. Pochowany na cmentarzu Powązki Wojskowe w Warszawie w kwaterze 41A-3-23.

## Ordery i odznaczenia
- Order Virtuti Militari
- Krzyż Walecznych (dwukrotnie)
- Medal Lotniczy